# Chemin de la Côte-des-Neiges
Le chemin de la Côte-des-Neiges est une artère de Montréal, au Québec, au Canada. Il est situé dans les arrondissements de Ville-Marie, de Côte-des-Neiges–Notre-Dame-de-Grâce et dans les villes de Westmount et Mont-Royal.  

## Situation et accès
D'orientation nord-sud et situé majoritairement dans le quartier Côte-des-Neiges, ce chemin commence, au sud, à la rue Sherbrooke, en prolongation de la rue Guy. Il contourne le flanc ouest du mont Royal, décrivant alors une courbe et une ascension importantes. Il se termine au nord à l'intersection de la rue Jean-Talon en devenant le boulevard Laird de Ville Mont-Royal.

## Origine du nom
Il porte le nom du village de la Côte-des-Neiges auquel il menait.

## Historique
Ancien chemin utilisé par les Indiens, il est ensuite la voie d'accès à la côte des Neiges, bande de terres concédées, devenue le village de la Côte-des-Neiges en 1862. C'est à ce moment que cette voie prend le nom que l'on lui connaît. Ce territoire devient un quartier montréalais en 1910. 

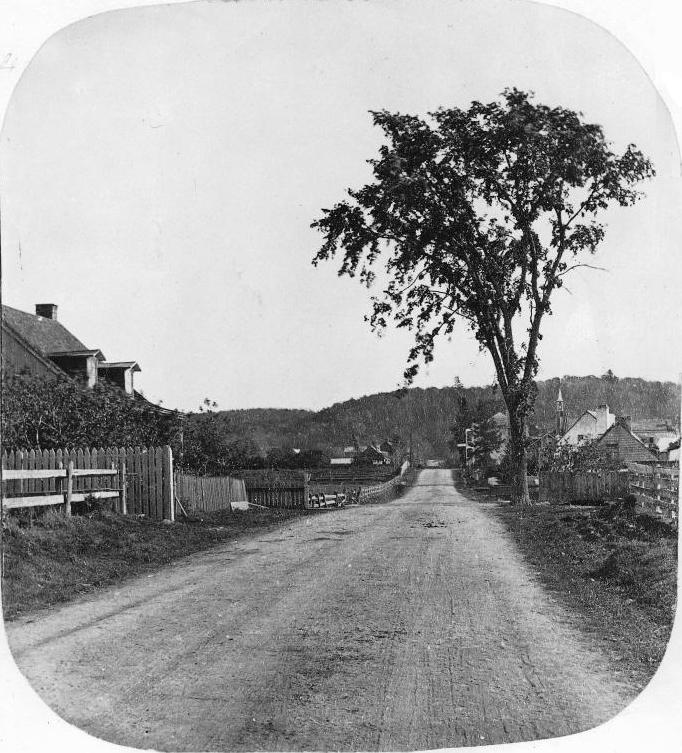
Côte-des-Neiges, 1859, par William Notman
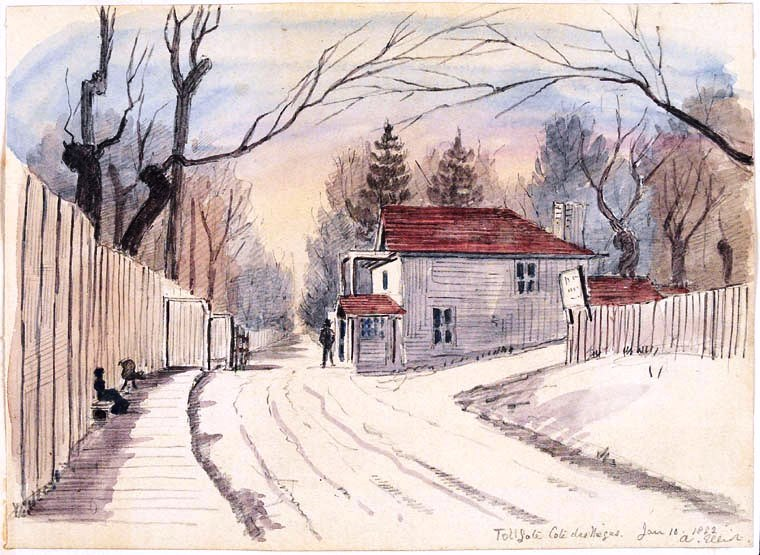
Barrière de péage sur le chemin de la Côte-des-Neiges, 1882
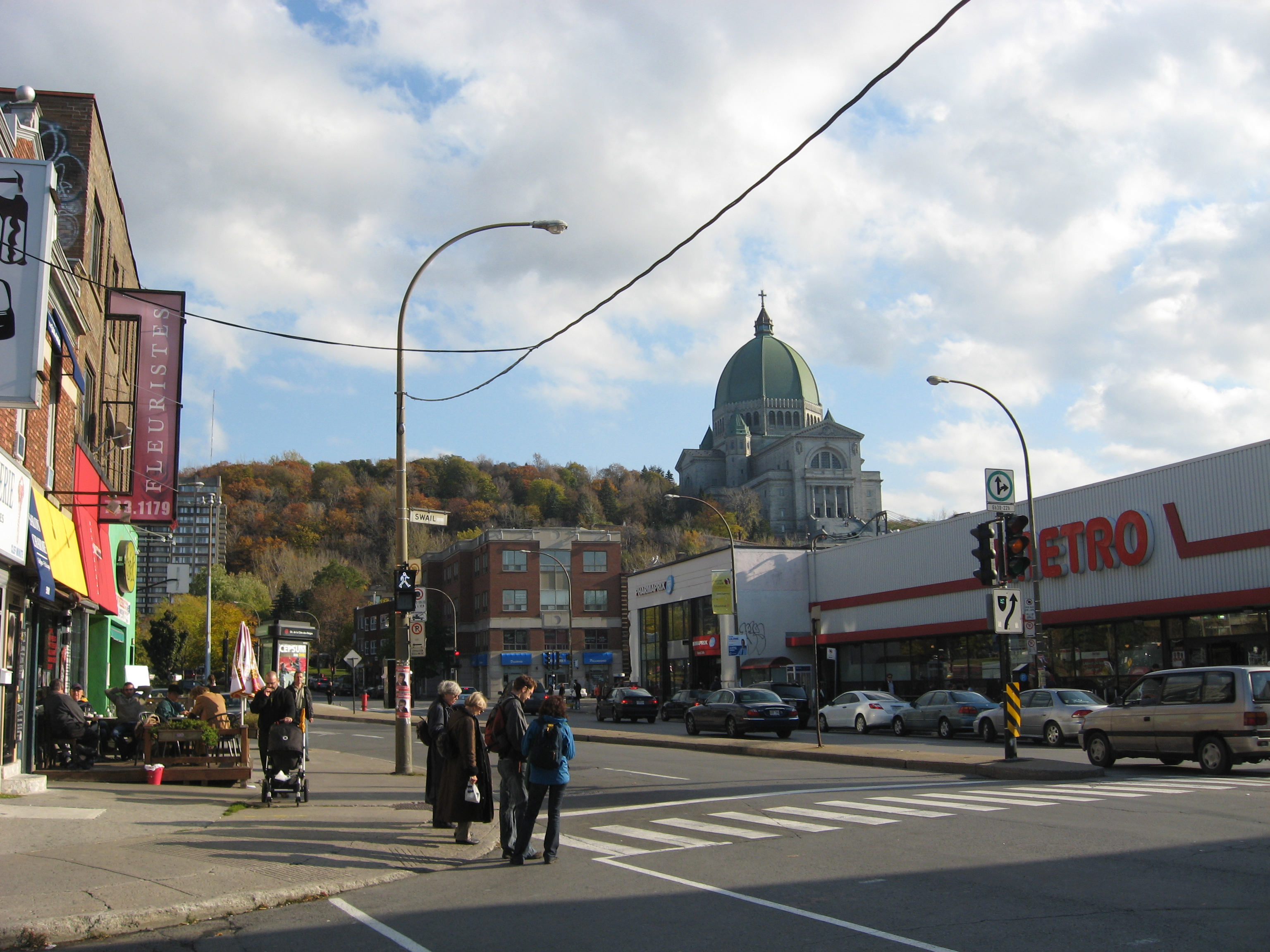
Le chemin de la Côte-des-Neiges et l'Oratoire Saint-Joseph